# Pithecopus hypochondrialis
Espèce
Synonymes
- Hyla hypochondrialis Daudin, 1800
- Hyla lactea Daudin, 1800
- Phyllomedusa hypochondrialis (Daudin, 1800)

Statut de conservation UICN

 LC  : Préoccupation mineure
Pithecopus hypochondrialis est une espèce d'amphibiens de la famille des Phyllomedusidae.

## Répartition

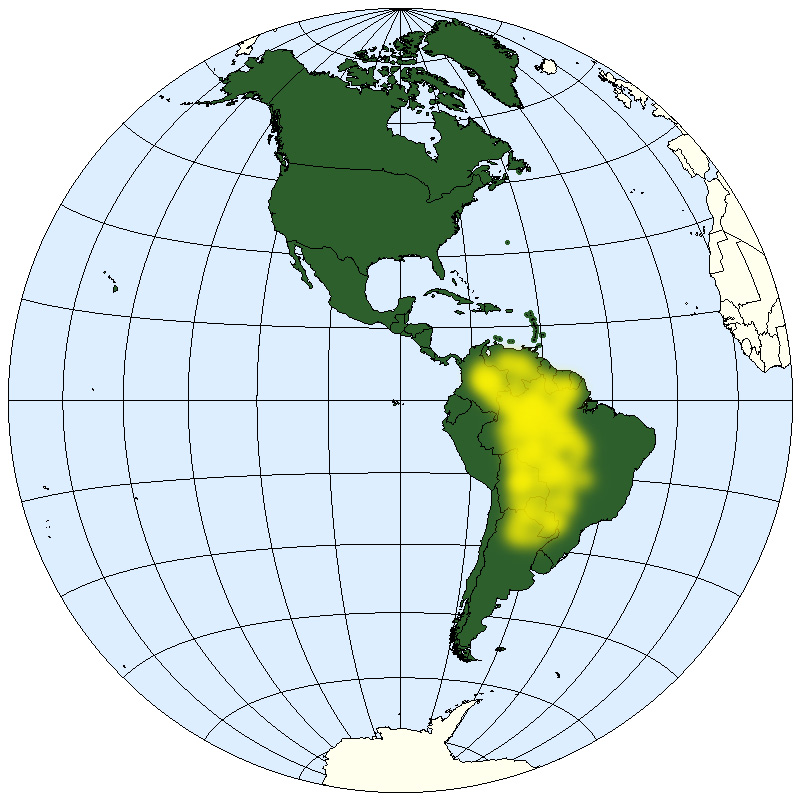
Distribution

Cette espèce se rencontre jusqu'à 1 500 m d'altitude à l'est des Andes dont une grande partie du bassin amazonien, :
- dans le Nord de l'Argentine ;
- au Paraguay ;
- dans le Nord et l'Est de la Bolivie ;
- au Brésil ;
- en Guyane ;
- au Suriname ;
- au Guyana ;
- au Venezuela ;
- dans l'Est de la Colombie.

Elle n'est pas présente en revanche dans les zones amazoniennes de l'Équateur ou du Pérou.

Pithecopus hypochondrialis

## Publication originale
- Daudin, 1800 : Histoire naturelle des quadrupèdes ovipares, (texte intégral).